# قائمة فنادق ليبيا

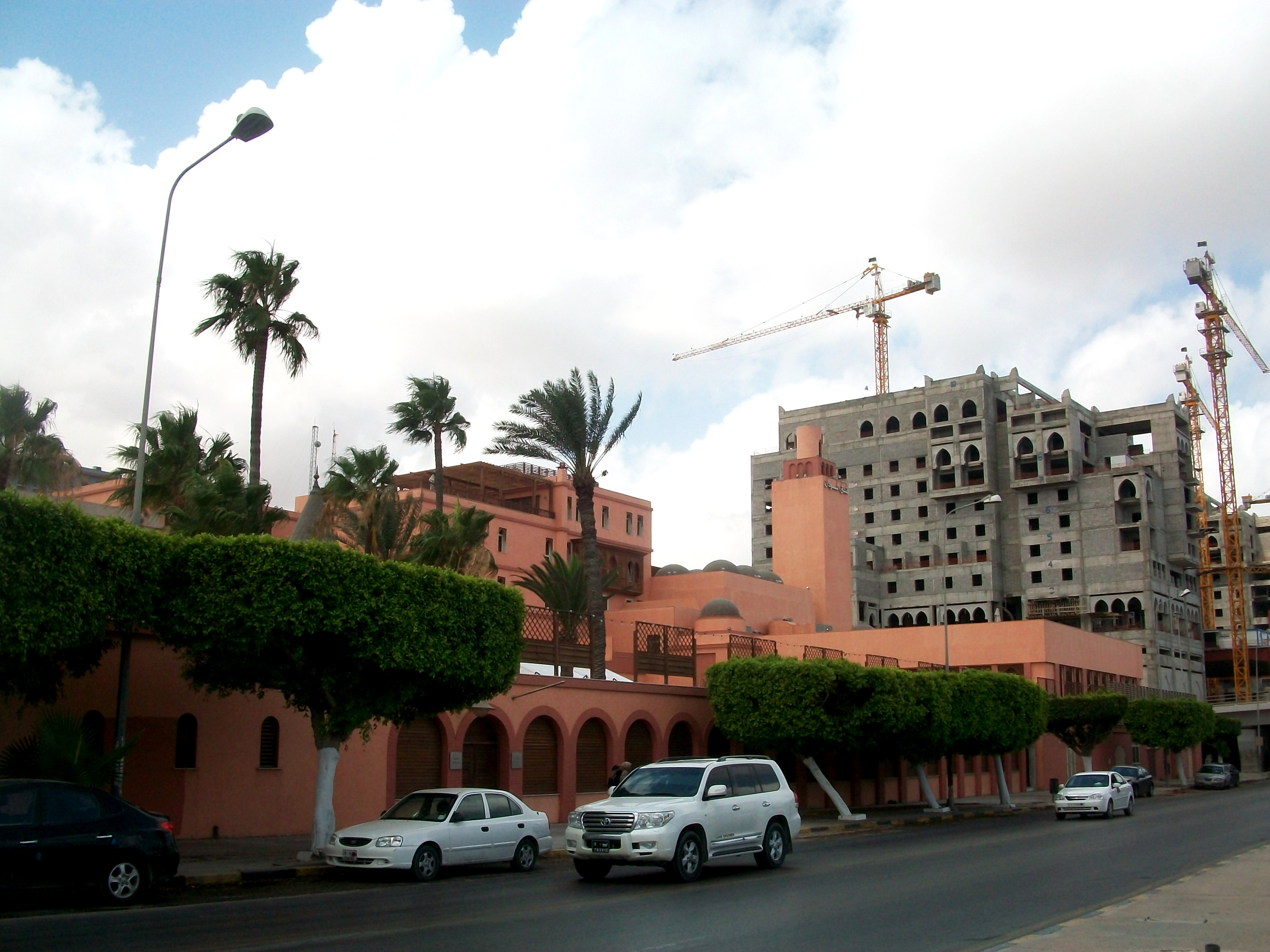
فندق الودان

الفندق  (الجمع: فنادق) أو النُزُل  (الجمع: أنزال) هو مسكن يسكن فيه الشخص لوقت قصير مقابل أجر، مؤثث مفروش وقد يكون مزوداً بأجهزة منزلية ووسائل راحة وترفيه؛ مع توفير خدمات الطعام والنظافة والصيانة وغيرها.

## قائمة فنادق ليبيا
تحتوي هذه القائمة على أسماء فنادق في ليبيا.
- فندق دار السلام
- فندق بنتابوليس البيضاء

- فندق برنيتشي
- ريجنسي بنغازي

- فندق تيبستي

- جي دبليو ماريوت طرابلس (فندق)

- راديسون بلو المهاري (فندق)
- ريكسوس النصر (فندق)

- الفندق الكبير

- كورنثيا باب أفريقيا (فندق)

- فندق الودان